# Saribia perroti
Saribia perroti är en fjärilsart som beskrevs av Riley 1932. Saribia perroti ingår i släktet Saribia och familjen Riodinidae. Inga underarter finns listade.